# Табия
|   | a | b | c | d | e | f | g | h |   |
| - | --- | --- | --- | --- | --- | --- | --- | --- | - |
| 8 | a8 чёрная ладья · c8 чёрный слон · e8 чёрный король · f8 чёрный слон · h8 чёрная ладья · a7 чёрная пешка · d7 чёрный конь · e7 чёрный конь · g7 чёрная пешка · b6 чёрная пешка · c6 чёрная пешка · d6 чёрный ферзь · f6 чёрная пешка · h6 чёрная пешка · d5 чёрная пешка · e5 чёрная пешка · c4 белая пешка · f4 белая пешка · b3 белая пешка · c3 белый конь · d3 белая пешка · e3 белая пешка · f3 белый конь · g3 белая пешка · a2 белая пешка · h2 белая пешка · b1 белая ладья · c1 белый слон · d1 белый ферзь · e1 белый король · f1 белый слон · g1 белая ладья | a8 чёрная ладья · c8 чёрный слон · e8 чёрный король · f8 чёрный слон · h8 чёрная ладья · a7 чёрная пешка · d7 чёрный конь · e7 чёрный конь · g7 чёрная пешка · b6 чёрная пешка · c6 чёрная пешка · d6 чёрный ферзь · f6 чёрная пешка · h6 чёрная пешка · d5 чёрная пешка · e5 чёрная пешка · c4 белая пешка · f4 белая пешка · b3 белая пешка · c3 белый конь · d3 белая пешка · e3 белая пешка · f3 белый конь · g3 белая пешка · a2 белая пешка · h2 белая пешка · b1 белая ладья · c1 белый слон · d1 белый ферзь · e1 белый король · f1 белый слон · g1 белая ладья | a8 чёрная ладья · c8 чёрный слон · e8 чёрный король · f8 чёрный слон · h8 чёрная ладья · a7 чёрная пешка · d7 чёрный конь · e7 чёрный конь · g7 чёрная пешка · b6 чёрная пешка · c6 чёрная пешка · d6 чёрный ферзь · f6 чёрная пешка · h6 чёрная пешка · d5 чёрная пешка · e5 чёрная пешка · c4 белая пешка · f4 белая пешка · b3 белая пешка · c3 белый конь · d3 белая пешка · e3 белая пешка · f3 белый конь · g3 белая пешка · a2 белая пешка · h2 белая пешка · b1 белая ладья · c1 белый слон · d1 белый ферзь · e1 белый король · f1 белый слон · g1 белая ладья | a8 чёрная ладья · c8 чёрный слон · e8 чёрный король · f8 чёрный слон · h8 чёрная ладья · a7 чёрная пешка · d7 чёрный конь · e7 чёрный конь · g7 чёрная пешка · b6 чёрная пешка · c6 чёрная пешка · d6 чёрный ферзь · f6 чёрная пешка · h6 чёрная пешка · d5 чёрная пешка · e5 чёрная пешка · c4 белая пешка · f4 белая пешка · b3 белая пешка · c3 белый конь · d3 белая пешка · e3 белая пешка · f3 белый конь · g3 белая пешка · a2 белая пешка · h2 белая пешка · b1 белая ладья · c1 белый слон · d1 белый ферзь · e1 белый король · f1 белый слон · g1 белая ладья | a8 чёрная ладья · c8 чёрный слон · e8 чёрный король · f8 чёрный слон · h8 чёрная ладья · a7 чёрная пешка · d7 чёрный конь · e7 чёрный конь · g7 чёрная пешка · b6 чёрная пешка · c6 чёрная пешка · d6 чёрный ферзь · f6 чёрная пешка · h6 чёрная пешка · d5 чёрная пешка · e5 чёрная пешка · c4 белая пешка · f4 белая пешка · b3 белая пешка · c3 белый конь · d3 белая пешка · e3 белая пешка · f3 белый конь · g3 белая пешка · a2 белая пешка · h2 белая пешка · b1 белая ладья · c1 белый слон · d1 белый ферзь · e1 белый король · f1 белый слон · g1 белая ладья | a8 чёрная ладья · c8 чёрный слон · e8 чёрный король · f8 чёрный слон · h8 чёрная ладья · a7 чёрная пешка · d7 чёрный конь · e7 чёрный конь · g7 чёрная пешка · b6 чёрная пешка · c6 чёрная пешка · d6 чёрный ферзь · f6 чёрная пешка · h6 чёрная пешка · d5 чёрная пешка · e5 чёрная пешка · c4 белая пешка · f4 белая пешка · b3 белая пешка · c3 белый конь · d3 белая пешка · e3 белая пешка · f3 белый конь · g3 белая пешка · a2 белая пешка · h2 белая пешка · b1 белая ладья · c1 белый слон · d1 белый ферзь · e1 белый король · f1 белый слон · g1 белая ладья | a8 чёрная ладья · c8 чёрный слон · e8 чёрный король · f8 чёрный слон · h8 чёрная ладья · a7 чёрная пешка · d7 чёрный конь · e7 чёрный конь · g7 чёрная пешка · b6 чёрная пешка · c6 чёрная пешка · d6 чёрный ферзь · f6 чёрная пешка · h6 чёрная пешка · d5 чёрная пешка · e5 чёрная пешка · c4 белая пешка · f4 белая пешка · b3 белая пешка · c3 белый конь · d3 белая пешка · e3 белая пешка · f3 белый конь · g3 белая пешка · a2 белая пешка · h2 белая пешка · b1 белая ладья · c1 белый слон · d1 белый ферзь · e1 белый король · f1 белый слон · g1 белая ладья | a8 чёрная ладья · c8 чёрный слон · e8 чёрный король · f8 чёрный слон · h8 чёрная ладья · a7 чёрная пешка · d7 чёрный конь · e7 чёрный конь · g7 чёрная пешка · b6 чёрная пешка · c6 чёрная пешка · d6 чёрный ферзь · f6 чёрная пешка · h6 чёрная пешка · d5 чёрная пешка · e5 чёрная пешка · c4 белая пешка · f4 белая пешка · b3 белая пешка · c3 белый конь · d3 белая пешка · e3 белая пешка · f3 белый конь · g3 белая пешка · a2 белая пешка · h2 белая пешка · b1 белая ладья · c1 белый слон · d1 белый ферзь · e1 белый король · f1 белый слон · g1 белая ладья | 8 |
| 7 | a8 чёрная ладья · c8 чёрный слон · e8 чёрный король · f8 чёрный слон · h8 чёрная ладья · a7 чёрная пешка · d7 чёрный конь · e7 чёрный конь · g7 чёрная пешка · b6 чёрная пешка · c6 чёрная пешка · d6 чёрный ферзь · f6 чёрная пешка · h6 чёрная пешка · d5 чёрная пешка · e5 чёрная пешка · c4 белая пешка · f4 белая пешка · b3 белая пешка · c3 белый конь · d3 белая пешка · e3 белая пешка · f3 белый конь · g3 белая пешка · a2 белая пешка · h2 белая пешка · b1 белая ладья · c1 белый слон · d1 белый ферзь · e1 белый король · f1 белый слон · g1 белая ладья | a8 чёрная ладья · c8 чёрный слон · e8 чёрный король · f8 чёрный слон · h8 чёрная ладья · a7 чёрная пешка · d7 чёрный конь · e7 чёрный конь · g7 чёрная пешка · b6 чёрная пешка · c6 чёрная пешка · d6 чёрный ферзь · f6 чёрная пешка · h6 чёрная пешка · d5 чёрная пешка · e5 чёрная пешка · c4 белая пешка · f4 белая пешка · b3 белая пешка · c3 белый конь · d3 белая пешка · e3 белая пешка · f3 белый конь · g3 белая пешка · a2 белая пешка · h2 белая пешка · b1 белая ладья · c1 белый слон · d1 белый ферзь · e1 белый король · f1 белый слон · g1 белая ладья | a8 чёрная ладья · c8 чёрный слон · e8 чёрный король · f8 чёрный слон · h8 чёрная ладья · a7 чёрная пешка · d7 чёрный конь · e7 чёрный конь · g7 чёрная пешка · b6 чёрная пешка · c6 чёрная пешка · d6 чёрный ферзь · f6 чёрная пешка · h6 чёрная пешка · d5 чёрная пешка · e5 чёрная пешка · c4 белая пешка · f4 белая пешка · b3 белая пешка · c3 белый конь · d3 белая пешка · e3 белая пешка · f3 белый конь · g3 белая пешка · a2 белая пешка · h2 белая пешка · b1 белая ладья · c1 белый слон · d1 белый ферзь · e1 белый король · f1 белый слон · g1 белая ладья | a8 чёрная ладья · c8 чёрный слон · e8 чёрный король · f8 чёрный слон · h8 чёрная ладья · a7 чёрная пешка · d7 чёрный конь · e7 чёрный конь · g7 чёрная пешка · b6 чёрная пешка · c6 чёрная пешка · d6 чёрный ферзь · f6 чёрная пешка · h6 чёрная пешка · d5 чёрная пешка · e5 чёрная пешка · c4 белая пешка · f4 белая пешка · b3 белая пешка · c3 белый конь · d3 белая пешка · e3 белая пешка · f3 белый конь · g3 белая пешка · a2 белая пешка · h2 белая пешка · b1 белая ладья · c1 белый слон · d1 белый ферзь · e1 белый король · f1 белый слон · g1 белая ладья | a8 чёрная ладья · c8 чёрный слон · e8 чёрный король · f8 чёрный слон · h8 чёрная ладья · a7 чёрная пешка · d7 чёрный конь · e7 чёрный конь · g7 чёрная пешка · b6 чёрная пешка · c6 чёрная пешка · d6 чёрный ферзь · f6 чёрная пешка · h6 чёрная пешка · d5 чёрная пешка · e5 чёрная пешка · c4 белая пешка · f4 белая пешка · b3 белая пешка · c3 белый конь · d3 белая пешка · e3 белая пешка · f3 белый конь · g3 белая пешка · a2 белая пешка · h2 белая пешка · b1 белая ладья · c1 белый слон · d1 белый ферзь · e1 белый король · f1 белый слон · g1 белая ладья | a8 чёрная ладья · c8 чёрный слон · e8 чёрный король · f8 чёрный слон · h8 чёрная ладья · a7 чёрная пешка · d7 чёрный конь · e7 чёрный конь · g7 чёрная пешка · b6 чёрная пешка · c6 чёрная пешка · d6 чёрный ферзь · f6 чёрная пешка · h6 чёрная пешка · d5 чёрная пешка · e5 чёрная пешка · c4 белая пешка · f4 белая пешка · b3 белая пешка · c3 белый конь · d3 белая пешка · e3 белая пешка · f3 белый конь · g3 белая пешка · a2 белая пешка · h2 белая пешка · b1 белая ладья · c1 белый слон · d1 белый ферзь · e1 белый король · f1 белый слон · g1 белая ладья | a8 чёрная ладья · c8 чёрный слон · e8 чёрный король · f8 чёрный слон · h8 чёрная ладья · a7 чёрная пешка · d7 чёрный конь · e7 чёрный конь · g7 чёрная пешка · b6 чёрная пешка · c6 чёрная пешка · d6 чёрный ферзь · f6 чёрная пешка · h6 чёрная пешка · d5 чёрная пешка · e5 чёрная пешка · c4 белая пешка · f4 белая пешка · b3 белая пешка · c3 белый конь · d3 белая пешка · e3 белая пешка · f3 белый конь · g3 белая пешка · a2 белая пешка · h2 белая пешка · b1 белая ладья · c1 белый слон · d1 белый ферзь · e1 белый король · f1 белый слон · g1 белая ладья | a8 чёрная ладья · c8 чёрный слон · e8 чёрный король · f8 чёрный слон · h8 чёрная ладья · a7 чёрная пешка · d7 чёрный конь · e7 чёрный конь · g7 чёрная пешка · b6 чёрная пешка · c6 чёрная пешка · d6 чёрный ферзь · f6 чёрная пешка · h6 чёрная пешка · d5 чёрная пешка · e5 чёрная пешка · c4 белая пешка · f4 белая пешка · b3 белая пешка · c3 белый конь · d3 белая пешка · e3 белая пешка · f3 белый конь · g3 белая пешка · a2 белая пешка · h2 белая пешка · b1 белая ладья · c1 белый слон · d1 белый ферзь · e1 белый король · f1 белый слон · g1 белая ладья | 7 |
| 6 | a8 чёрная ладья · c8 чёрный слон · e8 чёрный король · f8 чёрный слон · h8 чёрная ладья · a7 чёрная пешка · d7 чёрный конь · e7 чёрный конь · g7 чёрная пешка · b6 чёрная пешка · c6 чёрная пешка · d6 чёрный ферзь · f6 чёрная пешка · h6 чёрная пешка · d5 чёрная пешка · e5 чёрная пешка · c4 белая пешка · f4 белая пешка · b3 белая пешка · c3 белый конь · d3 белая пешка · e3 белая пешка · f3 белый конь · g3 белая пешка · a2 белая пешка · h2 белая пешка · b1 белая ладья · c1 белый слон · d1 белый ферзь · e1 белый король · f1 белый слон · g1 белая ладья | a8 чёрная ладья · c8 чёрный слон · e8 чёрный король · f8 чёрный слон · h8 чёрная ладья · a7 чёрная пешка · d7 чёрный конь · e7 чёрный конь · g7 чёрная пешка · b6 чёрная пешка · c6 чёрная пешка · d6 чёрный ферзь · f6 чёрная пешка · h6 чёрная пешка · d5 чёрная пешка · e5 чёрная пешка · c4 белая пешка · f4 белая пешка · b3 белая пешка · c3 белый конь · d3 белая пешка · e3 белая пешка · f3 белый конь · g3 белая пешка · a2 белая пешка · h2 белая пешка · b1 белая ладья · c1 белый слон · d1 белый ферзь · e1 белый король · f1 белый слон · g1 белая ладья | a8 чёрная ладья · c8 чёрный слон · e8 чёрный король · f8 чёрный слон · h8 чёрная ладья · a7 чёрная пешка · d7 чёрный конь · e7 чёрный конь · g7 чёрная пешка · b6 чёрная пешка · c6 чёрная пешка · d6 чёрный ферзь · f6 чёрная пешка · h6 чёрная пешка · d5 чёрная пешка · e5 чёрная пешка · c4 белая пешка · f4 белая пешка · b3 белая пешка · c3 белый конь · d3 белая пешка · e3 белая пешка · f3 белый конь · g3 белая пешка · a2 белая пешка · h2 белая пешка · b1 белая ладья · c1 белый слон · d1 белый ферзь · e1 белый король · f1 белый слон · g1 белая ладья | a8 чёрная ладья · c8 чёрный слон · e8 чёрный король · f8 чёрный слон · h8 чёрная ладья · a7 чёрная пешка · d7 чёрный конь · e7 чёрный конь · g7 чёрная пешка · b6 чёрная пешка · c6 чёрная пешка · d6 чёрный ферзь · f6 чёрная пешка · h6 чёрная пешка · d5 чёрная пешка · e5 чёрная пешка · c4 белая пешка · f4 белая пешка · b3 белая пешка · c3 белый конь · d3 белая пешка · e3 белая пешка · f3 белый конь · g3 белая пешка · a2 белая пешка · h2 белая пешка · b1 белая ладья · c1 белый слон · d1 белый ферзь · e1 белый король · f1 белый слон · g1 белая ладья | a8 чёрная ладья · c8 чёрный слон · e8 чёрный король · f8 чёрный слон · h8 чёрная ладья · a7 чёрная пешка · d7 чёрный конь · e7 чёрный конь · g7 чёрная пешка · b6 чёрная пешка · c6 чёрная пешка · d6 чёрный ферзь · f6 чёрная пешка · h6 чёрная пешка · d5 чёрная пешка · e5 чёрная пешка · c4 белая пешка · f4 белая пешка · b3 белая пешка · c3 белый конь · d3 белая пешка · e3 белая пешка · f3 белый конь · g3 белая пешка · a2 белая пешка · h2 белая пешка · b1 белая ладья · c1 белый слон · d1 белый ферзь · e1 белый король · f1 белый слон · g1 белая ладья | a8 чёрная ладья · c8 чёрный слон · e8 чёрный король · f8 чёрный слон · h8 чёрная ладья · a7 чёрная пешка · d7 чёрный конь · e7 чёрный конь · g7 чёрная пешка · b6 чёрная пешка · c6 чёрная пешка · d6 чёрный ферзь · f6 чёрная пешка · h6 чёрная пешка · d5 чёрная пешка · e5 чёрная пешка · c4 белая пешка · f4 белая пешка · b3 белая пешка · c3 белый конь · d3 белая пешка · e3 белая пешка · f3 белый конь · g3 белая пешка · a2 белая пешка · h2 белая пешка · b1 белая ладья · c1 белый слон · d1 белый ферзь · e1 белый король · f1 белый слон · g1 белая ладья | a8 чёрная ладья · c8 чёрный слон · e8 чёрный король · f8 чёрный слон · h8 чёрная ладья · a7 чёрная пешка · d7 чёрный конь · e7 чёрный конь · g7 чёрная пешка · b6 чёрная пешка · c6 чёрная пешка · d6 чёрный ферзь · f6 чёрная пешка · h6 чёрная пешка · d5 чёрная пешка · e5 чёрная пешка · c4 белая пешка · f4 белая пешка · b3 белая пешка · c3 белый конь · d3 белая пешка · e3 белая пешка · f3 белый конь · g3 белая пешка · a2 белая пешка · h2 белая пешка · b1 белая ладья · c1 белый слон · d1 белый ферзь · e1 белый король · f1 белый слон · g1 белая ладья | a8 чёрная ладья · c8 чёрный слон · e8 чёрный король · f8 чёрный слон · h8 чёрная ладья · a7 чёрная пешка · d7 чёрный конь · e7 чёрный конь · g7 чёрная пешка · b6 чёрная пешка · c6 чёрная пешка · d6 чёрный ферзь · f6 чёрная пешка · h6 чёрная пешка · d5 чёрная пешка · e5 чёрная пешка · c4 белая пешка · f4 белая пешка · b3 белая пешка · c3 белый конь · d3 белая пешка · e3 белая пешка · f3 белый конь · g3 белая пешка · a2 белая пешка · h2 белая пешка · b1 белая ладья · c1 белый слон · d1 белый ферзь · e1 белый король · f1 белый слон · g1 белая ладья | 6 |
| 5 | a8 чёрная ладья · c8 чёрный слон · e8 чёрный король · f8 чёрный слон · h8 чёрная ладья · a7 чёрная пешка · d7 чёрный конь · e7 чёрный конь · g7 чёрная пешка · b6 чёрная пешка · c6 чёрная пешка · d6 чёрный ферзь · f6 чёрная пешка · h6 чёрная пешка · d5 чёрная пешка · e5 чёрная пешка · c4 белая пешка · f4 белая пешка · b3 белая пешка · c3 белый конь · d3 белая пешка · e3 белая пешка · f3 белый конь · g3 белая пешка · a2 белая пешка · h2 белая пешка · b1 белая ладья · c1 белый слон · d1 белый ферзь · e1 белый король · f1 белый слон · g1 белая ладья | a8 чёрная ладья · c8 чёрный слон · e8 чёрный король · f8 чёрный слон · h8 чёрная ладья · a7 чёрная пешка · d7 чёрный конь · e7 чёрный конь · g7 чёрная пешка · b6 чёрная пешка · c6 чёрная пешка · d6 чёрный ферзь · f6 чёрная пешка · h6 чёрная пешка · d5 чёрная пешка · e5 чёрная пешка · c4 белая пешка · f4 белая пешка · b3 белая пешка · c3 белый конь · d3 белая пешка · e3 белая пешка · f3 белый конь · g3 белая пешка · a2 белая пешка · h2 белая пешка · b1 белая ладья · c1 белый слон · d1 белый ферзь · e1 белый король · f1 белый слон · g1 белая ладья | a8 чёрная ладья · c8 чёрный слон · e8 чёрный король · f8 чёрный слон · h8 чёрная ладья · a7 чёрная пешка · d7 чёрный конь · e7 чёрный конь · g7 чёрная пешка · b6 чёрная пешка · c6 чёрная пешка · d6 чёрный ферзь · f6 чёрная пешка · h6 чёрная пешка · d5 чёрная пешка · e5 чёрная пешка · c4 белая пешка · f4 белая пешка · b3 белая пешка · c3 белый конь · d3 белая пешка · e3 белая пешка · f3 белый конь · g3 белая пешка · a2 белая пешка · h2 белая пешка · b1 белая ладья · c1 белый слон · d1 белый ферзь · e1 белый король · f1 белый слон · g1 белая ладья | a8 чёрная ладья · c8 чёрный слон · e8 чёрный король · f8 чёрный слон · h8 чёрная ладья · a7 чёрная пешка · d7 чёрный конь · e7 чёрный конь · g7 чёрная пешка · b6 чёрная пешка · c6 чёрная пешка · d6 чёрный ферзь · f6 чёрная пешка · h6 чёрная пешка · d5 чёрная пешка · e5 чёрная пешка · c4 белая пешка · f4 белая пешка · b3 белая пешка · c3 белый конь · d3 белая пешка · e3 белая пешка · f3 белый конь · g3 белая пешка · a2 белая пешка · h2 белая пешка · b1 белая ладья · c1 белый слон · d1 белый ферзь · e1 белый король · f1 белый слон · g1 белая ладья | a8 чёрная ладья · c8 чёрный слон · e8 чёрный король · f8 чёрный слон · h8 чёрная ладья · a7 чёрная пешка · d7 чёрный конь · e7 чёрный конь · g7 чёрная пешка · b6 чёрная пешка · c6 чёрная пешка · d6 чёрный ферзь · f6 чёрная пешка · h6 чёрная пешка · d5 чёрная пешка · e5 чёрная пешка · c4 белая пешка · f4 белая пешка · b3 белая пешка · c3 белый конь · d3 белая пешка · e3 белая пешка · f3 белый конь · g3 белая пешка · a2 белая пешка · h2 белая пешка · b1 белая ладья · c1 белый слон · d1 белый ферзь · e1 белый король · f1 белый слон · g1 белая ладья | a8 чёрная ладья · c8 чёрный слон · e8 чёрный король · f8 чёрный слон · h8 чёрная ладья · a7 чёрная пешка · d7 чёрный конь · e7 чёрный конь · g7 чёрная пешка · b6 чёрная пешка · c6 чёрная пешка · d6 чёрный ферзь · f6 чёрная пешка · h6 чёрная пешка · d5 чёрная пешка · e5 чёрная пешка · c4 белая пешка · f4 белая пешка · b3 белая пешка · c3 белый конь · d3 белая пешка · e3 белая пешка · f3 белый конь · g3 белая пешка · a2 белая пешка · h2 белая пешка · b1 белая ладья · c1 белый слон · d1 белый ферзь · e1 белый король · f1 белый слон · g1 белая ладья | a8 чёрная ладья · c8 чёрный слон · e8 чёрный король · f8 чёрный слон · h8 чёрная ладья · a7 чёрная пешка · d7 чёрный конь · e7 чёрный конь · g7 чёрная пешка · b6 чёрная пешка · c6 чёрная пешка · d6 чёрный ферзь · f6 чёрная пешка · h6 чёрная пешка · d5 чёрная пешка · e5 чёрная пешка · c4 белая пешка · f4 белая пешка · b3 белая пешка · c3 белый конь · d3 белая пешка · e3 белая пешка · f3 белый конь · g3 белая пешка · a2 белая пешка · h2 белая пешка · b1 белая ладья · c1 белый слон · d1 белый ферзь · e1 белый король · f1 белый слон · g1 белая ладья | a8 чёрная ладья · c8 чёрный слон · e8 чёрный король · f8 чёрный слон · h8 чёрная ладья · a7 чёрная пешка · d7 чёрный конь · e7 чёрный конь · g7 чёрная пешка · b6 чёрная пешка · c6 чёрная пешка · d6 чёрный ферзь · f6 чёрная пешка · h6 чёрная пешка · d5 чёрная пешка · e5 чёрная пешка · c4 белая пешка · f4 белая пешка · b3 белая пешка · c3 белый конь · d3 белая пешка · e3 белая пешка · f3 белый конь · g3 белая пешка · a2 белая пешка · h2 белая пешка · b1 белая ладья · c1 белый слон · d1 белый ферзь · e1 белый король · f1 белый слон · g1 белая ладья | 5 |
| 4 | a8 чёрная ладья · c8 чёрный слон · e8 чёрный король · f8 чёрный слон · h8 чёрная ладья · a7 чёрная пешка · d7 чёрный конь · e7 чёрный конь · g7 чёрная пешка · b6 чёрная пешка · c6 чёрная пешка · d6 чёрный ферзь · f6 чёрная пешка · h6 чёрная пешка · d5 чёрная пешка · e5 чёрная пешка · c4 белая пешка · f4 белая пешка · b3 белая пешка · c3 белый конь · d3 белая пешка · e3 белая пешка · f3 белый конь · g3 белая пешка · a2 белая пешка · h2 белая пешка · b1 белая ладья · c1 белый слон · d1 белый ферзь · e1 белый король · f1 белый слон · g1 белая ладья | a8 чёрная ладья · c8 чёрный слон · e8 чёрный король · f8 чёрный слон · h8 чёрная ладья · a7 чёрная пешка · d7 чёрный конь · e7 чёрный конь · g7 чёрная пешка · b6 чёрная пешка · c6 чёрная пешка · d6 чёрный ферзь · f6 чёрная пешка · h6 чёрная пешка · d5 чёрная пешка · e5 чёрная пешка · c4 белая пешка · f4 белая пешка · b3 белая пешка · c3 белый конь · d3 белая пешка · e3 белая пешка · f3 белый конь · g3 белая пешка · a2 белая пешка · h2 белая пешка · b1 белая ладья · c1 белый слон · d1 белый ферзь · e1 белый король · f1 белый слон · g1 белая ладья | a8 чёрная ладья · c8 чёрный слон · e8 чёрный король · f8 чёрный слон · h8 чёрная ладья · a7 чёрная пешка · d7 чёрный конь · e7 чёрный конь · g7 чёрная пешка · b6 чёрная пешка · c6 чёрная пешка · d6 чёрный ферзь · f6 чёрная пешка · h6 чёрная пешка · d5 чёрная пешка · e5 чёрная пешка · c4 белая пешка · f4 белая пешка · b3 белая пешка · c3 белый конь · d3 белая пешка · e3 белая пешка · f3 белый конь · g3 белая пешка · a2 белая пешка · h2 белая пешка · b1 белая ладья · c1 белый слон · d1 белый ферзь · e1 белый король · f1 белый слон · g1 белая ладья | a8 чёрная ладья · c8 чёрный слон · e8 чёрный король · f8 чёрный слон · h8 чёрная ладья · a7 чёрная пешка · d7 чёрный конь · e7 чёрный конь · g7 чёрная пешка · b6 чёрная пешка · c6 чёрная пешка · d6 чёрный ферзь · f6 чёрная пешка · h6 чёрная пешка · d5 чёрная пешка · e5 чёрная пешка · c4 белая пешка · f4 белая пешка · b3 белая пешка · c3 белый конь · d3 белая пешка · e3 белая пешка · f3 белый конь · g3 белая пешка · a2 белая пешка · h2 белая пешка · b1 белая ладья · c1 белый слон · d1 белый ферзь · e1 белый король · f1 белый слон · g1 белая ладья | a8 чёрная ладья · c8 чёрный слон · e8 чёрный король · f8 чёрный слон · h8 чёрная ладья · a7 чёрная пешка · d7 чёрный конь · e7 чёрный конь · g7 чёрная пешка · b6 чёрная пешка · c6 чёрная пешка · d6 чёрный ферзь · f6 чёрная пешка · h6 чёрная пешка · d5 чёрная пешка · e5 чёрная пешка · c4 белая пешка · f4 белая пешка · b3 белая пешка · c3 белый конь · d3 белая пешка · e3 белая пешка · f3 белый конь · g3 белая пешка · a2 белая пешка · h2 белая пешка · b1 белая ладья · c1 белый слон · d1 белый ферзь · e1 белый король · f1 белый слон · g1 белая ладья | a8 чёрная ладья · c8 чёрный слон · e8 чёрный король · f8 чёрный слон · h8 чёрная ладья · a7 чёрная пешка · d7 чёрный конь · e7 чёрный конь · g7 чёрная пешка · b6 чёрная пешка · c6 чёрная пешка · d6 чёрный ферзь · f6 чёрная пешка · h6 чёрная пешка · d5 чёрная пешка · e5 чёрная пешка · c4 белая пешка · f4 белая пешка · b3 белая пешка · c3 белый конь · d3 белая пешка · e3 белая пешка · f3 белый конь · g3 белая пешка · a2 белая пешка · h2 белая пешка · b1 белая ладья · c1 белый слон · d1 белый ферзь · e1 белый король · f1 белый слон · g1 белая ладья | a8 чёрная ладья · c8 чёрный слон · e8 чёрный король · f8 чёрный слон · h8 чёрная ладья · a7 чёрная пешка · d7 чёрный конь · e7 чёрный конь · g7 чёрная пешка · b6 чёрная пешка · c6 чёрная пешка · d6 чёрный ферзь · f6 чёрная пешка · h6 чёрная пешка · d5 чёрная пешка · e5 чёрная пешка · c4 белая пешка · f4 белая пешка · b3 белая пешка · c3 белый конь · d3 белая пешка · e3 белая пешка · f3 белый конь · g3 белая пешка · a2 белая пешка · h2 белая пешка · b1 белая ладья · c1 белый слон · d1 белый ферзь · e1 белый король · f1 белый слон · g1 белая ладья | a8 чёрная ладья · c8 чёрный слон · e8 чёрный король · f8 чёрный слон · h8 чёрная ладья · a7 чёрная пешка · d7 чёрный конь · e7 чёрный конь · g7 чёрная пешка · b6 чёрная пешка · c6 чёрная пешка · d6 чёрный ферзь · f6 чёрная пешка · h6 чёрная пешка · d5 чёрная пешка · e5 чёрная пешка · c4 белая пешка · f4 белая пешка · b3 белая пешка · c3 белый конь · d3 белая пешка · e3 белая пешка · f3 белый конь · g3 белая пешка · a2 белая пешка · h2 белая пешка · b1 белая ладья · c1 белый слон · d1 белый ферзь · e1 белый король · f1 белый слон · g1 белая ладья | 4 |
| 3 | a8 чёрная ладья · c8 чёрный слон · e8 чёрный король · f8 чёрный слон · h8 чёрная ладья · a7 чёрная пешка · d7 чёрный конь · e7 чёрный конь · g7 чёрная пешка · b6 чёрная пешка · c6 чёрная пешка · d6 чёрный ферзь · f6 чёрная пешка · h6 чёрная пешка · d5 чёрная пешка · e5 чёрная пешка · c4 белая пешка · f4 белая пешка · b3 белая пешка · c3 белый конь · d3 белая пешка · e3 белая пешка · f3 белый конь · g3 белая пешка · a2 белая пешка · h2 белая пешка · b1 белая ладья · c1 белый слон · d1 белый ферзь · e1 белый король · f1 белый слон · g1 белая ладья | a8 чёрная ладья · c8 чёрный слон · e8 чёрный король · f8 чёрный слон · h8 чёрная ладья · a7 чёрная пешка · d7 чёрный конь · e7 чёрный конь · g7 чёрная пешка · b6 чёрная пешка · c6 чёрная пешка · d6 чёрный ферзь · f6 чёрная пешка · h6 чёрная пешка · d5 чёрная пешка · e5 чёрная пешка · c4 белая пешка · f4 белая пешка · b3 белая пешка · c3 белый конь · d3 белая пешка · e3 белая пешка · f3 белый конь · g3 белая пешка · a2 белая пешка · h2 белая пешка · b1 белая ладья · c1 белый слон · d1 белый ферзь · e1 белый король · f1 белый слон · g1 белая ладья | a8 чёрная ладья · c8 чёрный слон · e8 чёрный король · f8 чёрный слон · h8 чёрная ладья · a7 чёрная пешка · d7 чёрный конь · e7 чёрный конь · g7 чёрная пешка · b6 чёрная пешка · c6 чёрная пешка · d6 чёрный ферзь · f6 чёрная пешка · h6 чёрная пешка · d5 чёрная пешка · e5 чёрная пешка · c4 белая пешка · f4 белая пешка · b3 белая пешка · c3 белый конь · d3 белая пешка · e3 белая пешка · f3 белый конь · g3 белая пешка · a2 белая пешка · h2 белая пешка · b1 белая ладья · c1 белый слон · d1 белый ферзь · e1 белый король · f1 белый слон · g1 белая ладья | a8 чёрная ладья · c8 чёрный слон · e8 чёрный король · f8 чёрный слон · h8 чёрная ладья · a7 чёрная пешка · d7 чёрный конь · e7 чёрный конь · g7 чёрная пешка · b6 чёрная пешка · c6 чёрная пешка · d6 чёрный ферзь · f6 чёрная пешка · h6 чёрная пешка · d5 чёрная пешка · e5 чёрная пешка · c4 белая пешка · f4 белая пешка · b3 белая пешка · c3 белый конь · d3 белая пешка · e3 белая пешка · f3 белый конь · g3 белая пешка · a2 белая пешка · h2 белая пешка · b1 белая ладья · c1 белый слон · d1 белый ферзь · e1 белый король · f1 белый слон · g1 белая ладья | a8 чёрная ладья · c8 чёрный слон · e8 чёрный король · f8 чёрный слон · h8 чёрная ладья · a7 чёрная пешка · d7 чёрный конь · e7 чёрный конь · g7 чёрная пешка · b6 чёрная пешка · c6 чёрная пешка · d6 чёрный ферзь · f6 чёрная пешка · h6 чёрная пешка · d5 чёрная пешка · e5 чёрная пешка · c4 белая пешка · f4 белая пешка · b3 белая пешка · c3 белый конь · d3 белая пешка · e3 белая пешка · f3 белый конь · g3 белая пешка · a2 белая пешка · h2 белая пешка · b1 белая ладья · c1 белый слон · d1 белый ферзь · e1 белый король · f1 белый слон · g1 белая ладья | a8 чёрная ладья · c8 чёрный слон · e8 чёрный король · f8 чёрный слон · h8 чёрная ладья · a7 чёрная пешка · d7 чёрный конь · e7 чёрный конь · g7 чёрная пешка · b6 чёрная пешка · c6 чёрная пешка · d6 чёрный ферзь · f6 чёрная пешка · h6 чёрная пешка · d5 чёрная пешка · e5 чёрная пешка · c4 белая пешка · f4 белая пешка · b3 белая пешка · c3 белый конь · d3 белая пешка · e3 белая пешка · f3 белый конь · g3 белая пешка · a2 белая пешка · h2 белая пешка · b1 белая ладья · c1 белый слон · d1 белый ферзь · e1 белый король · f1 белый слон · g1 белая ладья | a8 чёрная ладья · c8 чёрный слон · e8 чёрный король · f8 чёрный слон · h8 чёрная ладья · a7 чёрная пешка · d7 чёрный конь · e7 чёрный конь · g7 чёрная пешка · b6 чёрная пешка · c6 чёрная пешка · d6 чёрный ферзь · f6 чёрная пешка · h6 чёрная пешка · d5 чёрная пешка · e5 чёрная пешка · c4 белая пешка · f4 белая пешка · b3 белая пешка · c3 белый конь · d3 белая пешка · e3 белая пешка · f3 белый конь · g3 белая пешка · a2 белая пешка · h2 белая пешка · b1 белая ладья · c1 белый слон · d1 белый ферзь · e1 белый король · f1 белый слон · g1 белая ладья | a8 чёрная ладья · c8 чёрный слон · e8 чёрный король · f8 чёрный слон · h8 чёрная ладья · a7 чёрная пешка · d7 чёрный конь · e7 чёрный конь · g7 чёрная пешка · b6 чёрная пешка · c6 чёрная пешка · d6 чёрный ферзь · f6 чёрная пешка · h6 чёрная пешка · d5 чёрная пешка · e5 чёрная пешка · c4 белая пешка · f4 белая пешка · b3 белая пешка · c3 белый конь · d3 белая пешка · e3 белая пешка · f3 белый конь · g3 белая пешка · a2 белая пешка · h2 белая пешка · b1 белая ладья · c1 белый слон · d1 белый ферзь · e1 белый король · f1 белый слон · g1 белая ладья | 3 |
| 2 | a8 чёрная ладья · c8 чёрный слон · e8 чёрный король · f8 чёрный слон · h8 чёрная ладья · a7 чёрная пешка · d7 чёрный конь · e7 чёрный конь · g7 чёрная пешка · b6 чёрная пешка · c6 чёрная пешка · d6 чёрный ферзь · f6 чёрная пешка · h6 чёрная пешка · d5 чёрная пешка · e5 чёрная пешка · c4 белая пешка · f4 белая пешка · b3 белая пешка · c3 белый конь · d3 белая пешка · e3 белая пешка · f3 белый конь · g3 белая пешка · a2 белая пешка · h2 белая пешка · b1 белая ладья · c1 белый слон · d1 белый ферзь · e1 белый король · f1 белый слон · g1 белая ладья | a8 чёрная ладья · c8 чёрный слон · e8 чёрный король · f8 чёрный слон · h8 чёрная ладья · a7 чёрная пешка · d7 чёрный конь · e7 чёрный конь · g7 чёрная пешка · b6 чёрная пешка · c6 чёрная пешка · d6 чёрный ферзь · f6 чёрная пешка · h6 чёрная пешка · d5 чёрная пешка · e5 чёрная пешка · c4 белая пешка · f4 белая пешка · b3 белая пешка · c3 белый конь · d3 белая пешка · e3 белая пешка · f3 белый конь · g3 белая пешка · a2 белая пешка · h2 белая пешка · b1 белая ладья · c1 белый слон · d1 белый ферзь · e1 белый король · f1 белый слон · g1 белая ладья | a8 чёрная ладья · c8 чёрный слон · e8 чёрный король · f8 чёрный слон · h8 чёрная ладья · a7 чёрная пешка · d7 чёрный конь · e7 чёрный конь · g7 чёрная пешка · b6 чёрная пешка · c6 чёрная пешка · d6 чёрный ферзь · f6 чёрная пешка · h6 чёрная пешка · d5 чёрная пешка · e5 чёрная пешка · c4 белая пешка · f4 белая пешка · b3 белая пешка · c3 белый конь · d3 белая пешка · e3 белая пешка · f3 белый конь · g3 белая пешка · a2 белая пешка · h2 белая пешка · b1 белая ладья · c1 белый слон · d1 белый ферзь · e1 белый король · f1 белый слон · g1 белая ладья | a8 чёрная ладья · c8 чёрный слон · e8 чёрный король · f8 чёрный слон · h8 чёрная ладья · a7 чёрная пешка · d7 чёрный конь · e7 чёрный конь · g7 чёрная пешка · b6 чёрная пешка · c6 чёрная пешка · d6 чёрный ферзь · f6 чёрная пешка · h6 чёрная пешка · d5 чёрная пешка · e5 чёрная пешка · c4 белая пешка · f4 белая пешка · b3 белая пешка · c3 белый конь · d3 белая пешка · e3 белая пешка · f3 белый конь · g3 белая пешка · a2 белая пешка · h2 белая пешка · b1 белая ладья · c1 белый слон · d1 белый ферзь · e1 белый король · f1 белый слон · g1 белая ладья | a8 чёрная ладья · c8 чёрный слон · e8 чёрный король · f8 чёрный слон · h8 чёрная ладья · a7 чёрная пешка · d7 чёрный конь · e7 чёрный конь · g7 чёрная пешка · b6 чёрная пешка · c6 чёрная пешка · d6 чёрный ферзь · f6 чёрная пешка · h6 чёрная пешка · d5 чёрная пешка · e5 чёрная пешка · c4 белая пешка · f4 белая пешка · b3 белая пешка · c3 белый конь · d3 белая пешка · e3 белая пешка · f3 белый конь · g3 белая пешка · a2 белая пешка · h2 белая пешка · b1 белая ладья · c1 белый слон · d1 белый ферзь · e1 белый король · f1 белый слон · g1 белая ладья | a8 чёрная ладья · c8 чёрный слон · e8 чёрный король · f8 чёрный слон · h8 чёрная ладья · a7 чёрная пешка · d7 чёрный конь · e7 чёрный конь · g7 чёрная пешка · b6 чёрная пешка · c6 чёрная пешка · d6 чёрный ферзь · f6 чёрная пешка · h6 чёрная пешка · d5 чёрная пешка · e5 чёрная пешка · c4 белая пешка · f4 белая пешка · b3 белая пешка · c3 белый конь · d3 белая пешка · e3 белая пешка · f3 белый конь · g3 белая пешка · a2 белая пешка · h2 белая пешка · b1 белая ладья · c1 белый слон · d1 белый ферзь · e1 белый король · f1 белый слон · g1 белая ладья | a8 чёрная ладья · c8 чёрный слон · e8 чёрный король · f8 чёрный слон · h8 чёрная ладья · a7 чёрная пешка · d7 чёрный конь · e7 чёрный конь · g7 чёрная пешка · b6 чёрная пешка · c6 чёрная пешка · d6 чёрный ферзь · f6 чёрная пешка · h6 чёрная пешка · d5 чёрная пешка · e5 чёрная пешка · c4 белая пешка · f4 белая пешка · b3 белая пешка · c3 белый конь · d3 белая пешка · e3 белая пешка · f3 белый конь · g3 белая пешка · a2 белая пешка · h2 белая пешка · b1 белая ладья · c1 белый слон · d1 белый ферзь · e1 белый король · f1 белый слон · g1 белая ладья | a8 чёрная ладья · c8 чёрный слон · e8 чёрный король · f8 чёрный слон · h8 чёрная ладья · a7 чёрная пешка · d7 чёрный конь · e7 чёрный конь · g7 чёрная пешка · b6 чёрная пешка · c6 чёрная пешка · d6 чёрный ферзь · f6 чёрная пешка · h6 чёрная пешка · d5 чёрная пешка · e5 чёрная пешка · c4 белая пешка · f4 белая пешка · b3 белая пешка · c3 белый конь · d3 белая пешка · e3 белая пешка · f3 белый конь · g3 белая пешка · a2 белая пешка · h2 белая пешка · b1 белая ладья · c1 белый слон · d1 белый ферзь · e1 белый король · f1 белый слон · g1 белая ладья | 2 |
| 1 | a8 чёрная ладья · c8 чёрный слон · e8 чёрный король · f8 чёрный слон · h8 чёрная ладья · a7 чёрная пешка · d7 чёрный конь · e7 чёрный конь · g7 чёрная пешка · b6 чёрная пешка · c6 чёрная пешка · d6 чёрный ферзь · f6 чёрная пешка · h6 чёрная пешка · d5 чёрная пешка · e5 чёрная пешка · c4 белая пешка · f4 белая пешка · b3 белая пешка · c3 белый конь · d3 белая пешка · e3 белая пешка · f3 белый конь · g3 белая пешка · a2 белая пешка · h2 белая пешка · b1 белая ладья · c1 белый слон · d1 белый ферзь · e1 белый король · f1 белый слон · g1 белая ладья | a8 чёрная ладья · c8 чёрный слон · e8 чёрный король · f8 чёрный слон · h8 чёрная ладья · a7 чёрная пешка · d7 чёрный конь · e7 чёрный конь · g7 чёрная пешка · b6 чёрная пешка · c6 чёрная пешка · d6 чёрный ферзь · f6 чёрная пешка · h6 чёрная пешка · d5 чёрная пешка · e5 чёрная пешка · c4 белая пешка · f4 белая пешка · b3 белая пешка · c3 белый конь · d3 белая пешка · e3 белая пешка · f3 белый конь · g3 белая пешка · a2 белая пешка · h2 белая пешка · b1 белая ладья · c1 белый слон · d1 белый ферзь · e1 белый король · f1 белый слон · g1 белая ладья | a8 чёрная ладья · c8 чёрный слон · e8 чёрный король · f8 чёрный слон · h8 чёрная ладья · a7 чёрная пешка · d7 чёрный конь · e7 чёрный конь · g7 чёрная пешка · b6 чёрная пешка · c6 чёрная пешка · d6 чёрный ферзь · f6 чёрная пешка · h6 чёрная пешка · d5 чёрная пешка · e5 чёрная пешка · c4 белая пешка · f4 белая пешка · b3 белая пешка · c3 белый конь · d3 белая пешка · e3 белая пешка · f3 белый конь · g3 белая пешка · a2 белая пешка · h2 белая пешка · b1 белая ладья · c1 белый слон · d1 белый ферзь · e1 белый король · f1 белый слон · g1 белая ладья | a8 чёрная ладья · c8 чёрный слон · e8 чёрный король · f8 чёрный слон · h8 чёрная ладья · a7 чёрная пешка · d7 чёрный конь · e7 чёрный конь · g7 чёрная пешка · b6 чёрная пешка · c6 чёрная пешка · d6 чёрный ферзь · f6 чёрная пешка · h6 чёрная пешка · d5 чёрная пешка · e5 чёрная пешка · c4 белая пешка · f4 белая пешка · b3 белая пешка · c3 белый конь · d3 белая пешка · e3 белая пешка · f3 белый конь · g3 белая пешка · a2 белая пешка · h2 белая пешка · b1 белая ладья · c1 белый слон · d1 белый ферзь · e1 белый король · f1 белый слон · g1 белая ладья | a8 чёрная ладья · c8 чёрный слон · e8 чёрный король · f8 чёрный слон · h8 чёрная ладья · a7 чёрная пешка · d7 чёрный конь · e7 чёрный конь · g7 чёрная пешка · b6 чёрная пешка · c6 чёрная пешка · d6 чёрный ферзь · f6 чёрная пешка · h6 чёрная пешка · d5 чёрная пешка · e5 чёрная пешка · c4 белая пешка · f4 белая пешка · b3 белая пешка · c3 белый конь · d3 белая пешка · e3 белая пешка · f3 белый конь · g3 белая пешка · a2 белая пешка · h2 белая пешка · b1 белая ладья · c1 белый слон · d1 белый ферзь · e1 белый король · f1 белый слон · g1 белая ладья | a8 чёрная ладья · c8 чёрный слон · e8 чёрный король · f8 чёрный слон · h8 чёрная ладья · a7 чёрная пешка · d7 чёрный конь · e7 чёрный конь · g7 чёрная пешка · b6 чёрная пешка · c6 чёрная пешка · d6 чёрный ферзь · f6 чёрная пешка · h6 чёрная пешка · d5 чёрная пешка · e5 чёрная пешка · c4 белая пешка · f4 белая пешка · b3 белая пешка · c3 белый конь · d3 белая пешка · e3 белая пешка · f3 белый конь · g3 белая пешка · a2 белая пешка · h2 белая пешка · b1 белая ладья · c1 белый слон · d1 белый ферзь · e1 белый король · f1 белый слон · g1 белая ладья | a8 чёрная ладья · c8 чёрный слон · e8 чёрный король · f8 чёрный слон · h8 чёрная ладья · a7 чёрная пешка · d7 чёрный конь · e7 чёрный конь · g7 чёрная пешка · b6 чёрная пешка · c6 чёрная пешка · d6 чёрный ферзь · f6 чёрная пешка · h6 чёрная пешка · d5 чёрная пешка · e5 чёрная пешка · c4 белая пешка · f4 белая пешка · b3 белая пешка · c3 белый конь · d3 белая пешка · e3 белая пешка · f3 белый конь · g3 белая пешка · a2 белая пешка · h2 белая пешка · b1 белая ладья · c1 белый слон · d1 белый ферзь · e1 белый король · f1 белый слон · g1 белая ладья | a8 чёрная ладья · c8 чёрный слон · e8 чёрный король · f8 чёрный слон · h8 чёрная ладья · a7 чёрная пешка · d7 чёрный конь · e7 чёрный конь · g7 чёрная пешка · b6 чёрная пешка · c6 чёрная пешка · d6 чёрный ферзь · f6 чёрная пешка · h6 чёрная пешка · d5 чёрная пешка · e5 чёрная пешка · c4 белая пешка · f4 белая пешка · b3 белая пешка · c3 белый конь · d3 белая пешка · e3 белая пешка · f3 белый конь · g3 белая пешка · a2 белая пешка · h2 белая пешка · b1 белая ладья · c1 белый слон · d1 белый ферзь · e1 белый король · f1 белый слон · g1 белая ладья | 1 |
|   | a | b | c | d | e | f | g | h |   |

|   | a | b | c | d | e | f | g | h |   |
| - | --- | --- | --- | --- | --- | --- | --- | --- | - |
| 8 | a8 чёрная ладья · d8 чёрный ферзь · e8 чёрный король · h8 чёрная ладья · b7 чёрный слон · d7 чёрный конь · f7 чёрная пешка · g7 чёрный слон · a6 чёрная пешка · c6 чёрная пешка · d6 белый слон · e6 чёрная пешка · h6 чёрная пешка · b5 чёрная пешка · g5 чёрная пешка · c4 чёрная пешка · d4 белая пешка · e4 белая пешка · c3 белый конь · a2 белая пешка · b2 белая пешка · e2 белый слон · f2 белая пешка · g2 белая пешка · h2 белая пешка · a1 белая ладья · d1 белый ферзь · f1 белая ладья · g1 белый король | a8 чёрная ладья · d8 чёрный ферзь · e8 чёрный король · h8 чёрная ладья · b7 чёрный слон · d7 чёрный конь · f7 чёрная пешка · g7 чёрный слон · a6 чёрная пешка · c6 чёрная пешка · d6 белый слон · e6 чёрная пешка · h6 чёрная пешка · b5 чёрная пешка · g5 чёрная пешка · c4 чёрная пешка · d4 белая пешка · e4 белая пешка · c3 белый конь · a2 белая пешка · b2 белая пешка · e2 белый слон · f2 белая пешка · g2 белая пешка · h2 белая пешка · a1 белая ладья · d1 белый ферзь · f1 белая ладья · g1 белый король | a8 чёрная ладья · d8 чёрный ферзь · e8 чёрный король · h8 чёрная ладья · b7 чёрный слон · d7 чёрный конь · f7 чёрная пешка · g7 чёрный слон · a6 чёрная пешка · c6 чёрная пешка · d6 белый слон · e6 чёрная пешка · h6 чёрная пешка · b5 чёрная пешка · g5 чёрная пешка · c4 чёрная пешка · d4 белая пешка · e4 белая пешка · c3 белый конь · a2 белая пешка · b2 белая пешка · e2 белый слон · f2 белая пешка · g2 белая пешка · h2 белая пешка · a1 белая ладья · d1 белый ферзь · f1 белая ладья · g1 белый король | a8 чёрная ладья · d8 чёрный ферзь · e8 чёрный король · h8 чёрная ладья · b7 чёрный слон · d7 чёрный конь · f7 чёрная пешка · g7 чёрный слон · a6 чёрная пешка · c6 чёрная пешка · d6 белый слон · e6 чёрная пешка · h6 чёрная пешка · b5 чёрная пешка · g5 чёрная пешка · c4 чёрная пешка · d4 белая пешка · e4 белая пешка · c3 белый конь · a2 белая пешка · b2 белая пешка · e2 белый слон · f2 белая пешка · g2 белая пешка · h2 белая пешка · a1 белая ладья · d1 белый ферзь · f1 белая ладья · g1 белый король | a8 чёрная ладья · d8 чёрный ферзь · e8 чёрный король · h8 чёрная ладья · b7 чёрный слон · d7 чёрный конь · f7 чёрная пешка · g7 чёрный слон · a6 чёрная пешка · c6 чёрная пешка · d6 белый слон · e6 чёрная пешка · h6 чёрная пешка · b5 чёрная пешка · g5 чёрная пешка · c4 чёрная пешка · d4 белая пешка · e4 белая пешка · c3 белый конь · a2 белая пешка · b2 белая пешка · e2 белый слон · f2 белая пешка · g2 белая пешка · h2 белая пешка · a1 белая ладья · d1 белый ферзь · f1 белая ладья · g1 белый король | a8 чёрная ладья · d8 чёрный ферзь · e8 чёрный король · h8 чёрная ладья · b7 чёрный слон · d7 чёрный конь · f7 чёрная пешка · g7 чёрный слон · a6 чёрная пешка · c6 чёрная пешка · d6 белый слон · e6 чёрная пешка · h6 чёрная пешка · b5 чёрная пешка · g5 чёрная пешка · c4 чёрная пешка · d4 белая пешка · e4 белая пешка · c3 белый конь · a2 белая пешка · b2 белая пешка · e2 белый слон · f2 белая пешка · g2 белая пешка · h2 белая пешка · a1 белая ладья · d1 белый ферзь · f1 белая ладья · g1 белый король | a8 чёрная ладья · d8 чёрный ферзь · e8 чёрный король · h8 чёрная ладья · b7 чёрный слон · d7 чёрный конь · f7 чёрная пешка · g7 чёрный слон · a6 чёрная пешка · c6 чёрная пешка · d6 белый слон · e6 чёрная пешка · h6 чёрная пешка · b5 чёрная пешка · g5 чёрная пешка · c4 чёрная пешка · d4 белая пешка · e4 белая пешка · c3 белый конь · a2 белая пешка · b2 белая пешка · e2 белый слон · f2 белая пешка · g2 белая пешка · h2 белая пешка · a1 белая ладья · d1 белый ферзь · f1 белая ладья · g1 белый король | a8 чёрная ладья · d8 чёрный ферзь · e8 чёрный король · h8 чёрная ладья · b7 чёрный слон · d7 чёрный конь · f7 чёрная пешка · g7 чёрный слон · a6 чёрная пешка · c6 чёрная пешка · d6 белый слон · e6 чёрная пешка · h6 чёрная пешка · b5 чёрная пешка · g5 чёрная пешка · c4 чёрная пешка · d4 белая пешка · e4 белая пешка · c3 белый конь · a2 белая пешка · b2 белая пешка · e2 белый слон · f2 белая пешка · g2 белая пешка · h2 белая пешка · a1 белая ладья · d1 белый ферзь · f1 белая ладья · g1 белый король | 8 |
| 7 | a8 чёрная ладья · d8 чёрный ферзь · e8 чёрный король · h8 чёрная ладья · b7 чёрный слон · d7 чёрный конь · f7 чёрная пешка · g7 чёрный слон · a6 чёрная пешка · c6 чёрная пешка · d6 белый слон · e6 чёрная пешка · h6 чёрная пешка · b5 чёрная пешка · g5 чёрная пешка · c4 чёрная пешка · d4 белая пешка · e4 белая пешка · c3 белый конь · a2 белая пешка · b2 белая пешка · e2 белый слон · f2 белая пешка · g2 белая пешка · h2 белая пешка · a1 белая ладья · d1 белый ферзь · f1 белая ладья · g1 белый король | a8 чёрная ладья · d8 чёрный ферзь · e8 чёрный король · h8 чёрная ладья · b7 чёрный слон · d7 чёрный конь · f7 чёрная пешка · g7 чёрный слон · a6 чёрная пешка · c6 чёрная пешка · d6 белый слон · e6 чёрная пешка · h6 чёрная пешка · b5 чёрная пешка · g5 чёрная пешка · c4 чёрная пешка · d4 белая пешка · e4 белая пешка · c3 белый конь · a2 белая пешка · b2 белая пешка · e2 белый слон · f2 белая пешка · g2 белая пешка · h2 белая пешка · a1 белая ладья · d1 белый ферзь · f1 белая ладья · g1 белый король | a8 чёрная ладья · d8 чёрный ферзь · e8 чёрный король · h8 чёрная ладья · b7 чёрный слон · d7 чёрный конь · f7 чёрная пешка · g7 чёрный слон · a6 чёрная пешка · c6 чёрная пешка · d6 белый слон · e6 чёрная пешка · h6 чёрная пешка · b5 чёрная пешка · g5 чёрная пешка · c4 чёрная пешка · d4 белая пешка · e4 белая пешка · c3 белый конь · a2 белая пешка · b2 белая пешка · e2 белый слон · f2 белая пешка · g2 белая пешка · h2 белая пешка · a1 белая ладья · d1 белый ферзь · f1 белая ладья · g1 белый король | a8 чёрная ладья · d8 чёрный ферзь · e8 чёрный король · h8 чёрная ладья · b7 чёрный слон · d7 чёрный конь · f7 чёрная пешка · g7 чёрный слон · a6 чёрная пешка · c6 чёрная пешка · d6 белый слон · e6 чёрная пешка · h6 чёрная пешка · b5 чёрная пешка · g5 чёрная пешка · c4 чёрная пешка · d4 белая пешка · e4 белая пешка · c3 белый конь · a2 белая пешка · b2 белая пешка · e2 белый слон · f2 белая пешка · g2 белая пешка · h2 белая пешка · a1 белая ладья · d1 белый ферзь · f1 белая ладья · g1 белый король | a8 чёрная ладья · d8 чёрный ферзь · e8 чёрный король · h8 чёрная ладья · b7 чёрный слон · d7 чёрный конь · f7 чёрная пешка · g7 чёрный слон · a6 чёрная пешка · c6 чёрная пешка · d6 белый слон · e6 чёрная пешка · h6 чёрная пешка · b5 чёрная пешка · g5 чёрная пешка · c4 чёрная пешка · d4 белая пешка · e4 белая пешка · c3 белый конь · a2 белая пешка · b2 белая пешка · e2 белый слон · f2 белая пешка · g2 белая пешка · h2 белая пешка · a1 белая ладья · d1 белый ферзь · f1 белая ладья · g1 белый король | a8 чёрная ладья · d8 чёрный ферзь · e8 чёрный король · h8 чёрная ладья · b7 чёрный слон · d7 чёрный конь · f7 чёрная пешка · g7 чёрный слон · a6 чёрная пешка · c6 чёрная пешка · d6 белый слон · e6 чёрная пешка · h6 чёрная пешка · b5 чёрная пешка · g5 чёрная пешка · c4 чёрная пешка · d4 белая пешка · e4 белая пешка · c3 белый конь · a2 белая пешка · b2 белая пешка · e2 белый слон · f2 белая пешка · g2 белая пешка · h2 белая пешка · a1 белая ладья · d1 белый ферзь · f1 белая ладья · g1 белый король | a8 чёрная ладья · d8 чёрный ферзь · e8 чёрный король · h8 чёрная ладья · b7 чёрный слон · d7 чёрный конь · f7 чёрная пешка · g7 чёрный слон · a6 чёрная пешка · c6 чёрная пешка · d6 белый слон · e6 чёрная пешка · h6 чёрная пешка · b5 чёрная пешка · g5 чёрная пешка · c4 чёрная пешка · d4 белая пешка · e4 белая пешка · c3 белый конь · a2 белая пешка · b2 белая пешка · e2 белый слон · f2 белая пешка · g2 белая пешка · h2 белая пешка · a1 белая ладья · d1 белый ферзь · f1 белая ладья · g1 белый король | a8 чёрная ладья · d8 чёрный ферзь · e8 чёрный король · h8 чёрная ладья · b7 чёрный слон · d7 чёрный конь · f7 чёрная пешка · g7 чёрный слон · a6 чёрная пешка · c6 чёрная пешка · d6 белый слон · e6 чёрная пешка · h6 чёрная пешка · b5 чёрная пешка · g5 чёрная пешка · c4 чёрная пешка · d4 белая пешка · e4 белая пешка · c3 белый конь · a2 белая пешка · b2 белая пешка · e2 белый слон · f2 белая пешка · g2 белая пешка · h2 белая пешка · a1 белая ладья · d1 белый ферзь · f1 белая ладья · g1 белый король | 7 |
| 6 | a8 чёрная ладья · d8 чёрный ферзь · e8 чёрный король · h8 чёрная ладья · b7 чёрный слон · d7 чёрный конь · f7 чёрная пешка · g7 чёрный слон · a6 чёрная пешка · c6 чёрная пешка · d6 белый слон · e6 чёрная пешка · h6 чёрная пешка · b5 чёрная пешка · g5 чёрная пешка · c4 чёрная пешка · d4 белая пешка · e4 белая пешка · c3 белый конь · a2 белая пешка · b2 белая пешка · e2 белый слон · f2 белая пешка · g2 белая пешка · h2 белая пешка · a1 белая ладья · d1 белый ферзь · f1 белая ладья · g1 белый король | a8 чёрная ладья · d8 чёрный ферзь · e8 чёрный король · h8 чёрная ладья · b7 чёрный слон · d7 чёрный конь · f7 чёрная пешка · g7 чёрный слон · a6 чёрная пешка · c6 чёрная пешка · d6 белый слон · e6 чёрная пешка · h6 чёрная пешка · b5 чёрная пешка · g5 чёрная пешка · c4 чёрная пешка · d4 белая пешка · e4 белая пешка · c3 белый конь · a2 белая пешка · b2 белая пешка · e2 белый слон · f2 белая пешка · g2 белая пешка · h2 белая пешка · a1 белая ладья · d1 белый ферзь · f1 белая ладья · g1 белый король | a8 чёрная ладья · d8 чёрный ферзь · e8 чёрный король · h8 чёрная ладья · b7 чёрный слон · d7 чёрный конь · f7 чёрная пешка · g7 чёрный слон · a6 чёрная пешка · c6 чёрная пешка · d6 белый слон · e6 чёрная пешка · h6 чёрная пешка · b5 чёрная пешка · g5 чёрная пешка · c4 чёрная пешка · d4 белая пешка · e4 белая пешка · c3 белый конь · a2 белая пешка · b2 белая пешка · e2 белый слон · f2 белая пешка · g2 белая пешка · h2 белая пешка · a1 белая ладья · d1 белый ферзь · f1 белая ладья · g1 белый король | a8 чёрная ладья · d8 чёрный ферзь · e8 чёрный король · h8 чёрная ладья · b7 чёрный слон · d7 чёрный конь · f7 чёрная пешка · g7 чёрный слон · a6 чёрная пешка · c6 чёрная пешка · d6 белый слон · e6 чёрная пешка · h6 чёрная пешка · b5 чёрная пешка · g5 чёрная пешка · c4 чёрная пешка · d4 белая пешка · e4 белая пешка · c3 белый конь · a2 белая пешка · b2 белая пешка · e2 белый слон · f2 белая пешка · g2 белая пешка · h2 белая пешка · a1 белая ладья · d1 белый ферзь · f1 белая ладья · g1 белый король | a8 чёрная ладья · d8 чёрный ферзь · e8 чёрный король · h8 чёрная ладья · b7 чёрный слон · d7 чёрный конь · f7 чёрная пешка · g7 чёрный слон · a6 чёрная пешка · c6 чёрная пешка · d6 белый слон · e6 чёрная пешка · h6 чёрная пешка · b5 чёрная пешка · g5 чёрная пешка · c4 чёрная пешка · d4 белая пешка · e4 белая пешка · c3 белый конь · a2 белая пешка · b2 белая пешка · e2 белый слон · f2 белая пешка · g2 белая пешка · h2 белая пешка · a1 белая ладья · d1 белый ферзь · f1 белая ладья · g1 белый король | a8 чёрная ладья · d8 чёрный ферзь · e8 чёрный король · h8 чёрная ладья · b7 чёрный слон · d7 чёрный конь · f7 чёрная пешка · g7 чёрный слон · a6 чёрная пешка · c6 чёрная пешка · d6 белый слон · e6 чёрная пешка · h6 чёрная пешка · b5 чёрная пешка · g5 чёрная пешка · c4 чёрная пешка · d4 белая пешка · e4 белая пешка · c3 белый конь · a2 белая пешка · b2 белая пешка · e2 белый слон · f2 белая пешка · g2 белая пешка · h2 белая пешка · a1 белая ладья · d1 белый ферзь · f1 белая ладья · g1 белый король | a8 чёрная ладья · d8 чёрный ферзь · e8 чёрный король · h8 чёрная ладья · b7 чёрный слон · d7 чёрный конь · f7 чёрная пешка · g7 чёрный слон · a6 чёрная пешка · c6 чёрная пешка · d6 белый слон · e6 чёрная пешка · h6 чёрная пешка · b5 чёрная пешка · g5 чёрная пешка · c4 чёрная пешка · d4 белая пешка · e4 белая пешка · c3 белый конь · a2 белая пешка · b2 белая пешка · e2 белый слон · f2 белая пешка · g2 белая пешка · h2 белая пешка · a1 белая ладья · d1 белый ферзь · f1 белая ладья · g1 белый король | a8 чёрная ладья · d8 чёрный ферзь · e8 чёрный король · h8 чёрная ладья · b7 чёрный слон · d7 чёрный конь · f7 чёрная пешка · g7 чёрный слон · a6 чёрная пешка · c6 чёрная пешка · d6 белый слон · e6 чёрная пешка · h6 чёрная пешка · b5 чёрная пешка · g5 чёрная пешка · c4 чёрная пешка · d4 белая пешка · e4 белая пешка · c3 белый конь · a2 белая пешка · b2 белая пешка · e2 белый слон · f2 белая пешка · g2 белая пешка · h2 белая пешка · a1 белая ладья · d1 белый ферзь · f1 белая ладья · g1 белый король | 6 |
| 5 | a8 чёрная ладья · d8 чёрный ферзь · e8 чёрный король · h8 чёрная ладья · b7 чёрный слон · d7 чёрный конь · f7 чёрная пешка · g7 чёрный слон · a6 чёрная пешка · c6 чёрная пешка · d6 белый слон · e6 чёрная пешка · h6 чёрная пешка · b5 чёрная пешка · g5 чёрная пешка · c4 чёрная пешка · d4 белая пешка · e4 белая пешка · c3 белый конь · a2 белая пешка · b2 белая пешка · e2 белый слон · f2 белая пешка · g2 белая пешка · h2 белая пешка · a1 белая ладья · d1 белый ферзь · f1 белая ладья · g1 белый король | a8 чёрная ладья · d8 чёрный ферзь · e8 чёрный король · h8 чёрная ладья · b7 чёрный слон · d7 чёрный конь · f7 чёрная пешка · g7 чёрный слон · a6 чёрная пешка · c6 чёрная пешка · d6 белый слон · e6 чёрная пешка · h6 чёрная пешка · b5 чёрная пешка · g5 чёрная пешка · c4 чёрная пешка · d4 белая пешка · e4 белая пешка · c3 белый конь · a2 белая пешка · b2 белая пешка · e2 белый слон · f2 белая пешка · g2 белая пешка · h2 белая пешка · a1 белая ладья · d1 белый ферзь · f1 белая ладья · g1 белый король | a8 чёрная ладья · d8 чёрный ферзь · e8 чёрный король · h8 чёрная ладья · b7 чёрный слон · d7 чёрный конь · f7 чёрная пешка · g7 чёрный слон · a6 чёрная пешка · c6 чёрная пешка · d6 белый слон · e6 чёрная пешка · h6 чёрная пешка · b5 чёрная пешка · g5 чёрная пешка · c4 чёрная пешка · d4 белая пешка · e4 белая пешка · c3 белый конь · a2 белая пешка · b2 белая пешка · e2 белый слон · f2 белая пешка · g2 белая пешка · h2 белая пешка · a1 белая ладья · d1 белый ферзь · f1 белая ладья · g1 белый король | a8 чёрная ладья · d8 чёрный ферзь · e8 чёрный король · h8 чёрная ладья · b7 чёрный слон · d7 чёрный конь · f7 чёрная пешка · g7 чёрный слон · a6 чёрная пешка · c6 чёрная пешка · d6 белый слон · e6 чёрная пешка · h6 чёрная пешка · b5 чёрная пешка · g5 чёрная пешка · c4 чёрная пешка · d4 белая пешка · e4 белая пешка · c3 белый конь · a2 белая пешка · b2 белая пешка · e2 белый слон · f2 белая пешка · g2 белая пешка · h2 белая пешка · a1 белая ладья · d1 белый ферзь · f1 белая ладья · g1 белый король | a8 чёрная ладья · d8 чёрный ферзь · e8 чёрный король · h8 чёрная ладья · b7 чёрный слон · d7 чёрный конь · f7 чёрная пешка · g7 чёрный слон · a6 чёрная пешка · c6 чёрная пешка · d6 белый слон · e6 чёрная пешка · h6 чёрная пешка · b5 чёрная пешка · g5 чёрная пешка · c4 чёрная пешка · d4 белая пешка · e4 белая пешка · c3 белый конь · a2 белая пешка · b2 белая пешка · e2 белый слон · f2 белая пешка · g2 белая пешка · h2 белая пешка · a1 белая ладья · d1 белый ферзь · f1 белая ладья · g1 белый король | a8 чёрная ладья · d8 чёрный ферзь · e8 чёрный король · h8 чёрная ладья · b7 чёрный слон · d7 чёрный конь · f7 чёрная пешка · g7 чёрный слон · a6 чёрная пешка · c6 чёрная пешка · d6 белый слон · e6 чёрная пешка · h6 чёрная пешка · b5 чёрная пешка · g5 чёрная пешка · c4 чёрная пешка · d4 белая пешка · e4 белая пешка · c3 белый конь · a2 белая пешка · b2 белая пешка · e2 белый слон · f2 белая пешка · g2 белая пешка · h2 белая пешка · a1 белая ладья · d1 белый ферзь · f1 белая ладья · g1 белый король | a8 чёрная ладья · d8 чёрный ферзь · e8 чёрный король · h8 чёрная ладья · b7 чёрный слон · d7 чёрный конь · f7 чёрная пешка · g7 чёрный слон · a6 чёрная пешка · c6 чёрная пешка · d6 белый слон · e6 чёрная пешка · h6 чёрная пешка · b5 чёрная пешка · g5 чёрная пешка · c4 чёрная пешка · d4 белая пешка · e4 белая пешка · c3 белый конь · a2 белая пешка · b2 белая пешка · e2 белый слон · f2 белая пешка · g2 белая пешка · h2 белая пешка · a1 белая ладья · d1 белый ферзь · f1 белая ладья · g1 белый король | a8 чёрная ладья · d8 чёрный ферзь · e8 чёрный король · h8 чёрная ладья · b7 чёрный слон · d7 чёрный конь · f7 чёрная пешка · g7 чёрный слон · a6 чёрная пешка · c6 чёрная пешка · d6 белый слон · e6 чёрная пешка · h6 чёрная пешка · b5 чёрная пешка · g5 чёрная пешка · c4 чёрная пешка · d4 белая пешка · e4 белая пешка · c3 белый конь · a2 белая пешка · b2 белая пешка · e2 белый слон · f2 белая пешка · g2 белая пешка · h2 белая пешка · a1 белая ладья · d1 белый ферзь · f1 белая ладья · g1 белый король | 5 |
| 4 | a8 чёрная ладья · d8 чёрный ферзь · e8 чёрный король · h8 чёрная ладья · b7 чёрный слон · d7 чёрный конь · f7 чёрная пешка · g7 чёрный слон · a6 чёрная пешка · c6 чёрная пешка · d6 белый слон · e6 чёрная пешка · h6 чёрная пешка · b5 чёрная пешка · g5 чёрная пешка · c4 чёрная пешка · d4 белая пешка · e4 белая пешка · c3 белый конь · a2 белая пешка · b2 белая пешка · e2 белый слон · f2 белая пешка · g2 белая пешка · h2 белая пешка · a1 белая ладья · d1 белый ферзь · f1 белая ладья · g1 белый король | a8 чёрная ладья · d8 чёрный ферзь · e8 чёрный король · h8 чёрная ладья · b7 чёрный слон · d7 чёрный конь · f7 чёрная пешка · g7 чёрный слон · a6 чёрная пешка · c6 чёрная пешка · d6 белый слон · e6 чёрная пешка · h6 чёрная пешка · b5 чёрная пешка · g5 чёрная пешка · c4 чёрная пешка · d4 белая пешка · e4 белая пешка · c3 белый конь · a2 белая пешка · b2 белая пешка · e2 белый слон · f2 белая пешка · g2 белая пешка · h2 белая пешка · a1 белая ладья · d1 белый ферзь · f1 белая ладья · g1 белый король | a8 чёрная ладья · d8 чёрный ферзь · e8 чёрный король · h8 чёрная ладья · b7 чёрный слон · d7 чёрный конь · f7 чёрная пешка · g7 чёрный слон · a6 чёрная пешка · c6 чёрная пешка · d6 белый слон · e6 чёрная пешка · h6 чёрная пешка · b5 чёрная пешка · g5 чёрная пешка · c4 чёрная пешка · d4 белая пешка · e4 белая пешка · c3 белый конь · a2 белая пешка · b2 белая пешка · e2 белый слон · f2 белая пешка · g2 белая пешка · h2 белая пешка · a1 белая ладья · d1 белый ферзь · f1 белая ладья · g1 белый король | a8 чёрная ладья · d8 чёрный ферзь · e8 чёрный король · h8 чёрная ладья · b7 чёрный слон · d7 чёрный конь · f7 чёрная пешка · g7 чёрный слон · a6 чёрная пешка · c6 чёрная пешка · d6 белый слон · e6 чёрная пешка · h6 чёрная пешка · b5 чёрная пешка · g5 чёрная пешка · c4 чёрная пешка · d4 белая пешка · e4 белая пешка · c3 белый конь · a2 белая пешка · b2 белая пешка · e2 белый слон · f2 белая пешка · g2 белая пешка · h2 белая пешка · a1 белая ладья · d1 белый ферзь · f1 белая ладья · g1 белый король | a8 чёрная ладья · d8 чёрный ферзь · e8 чёрный король · h8 чёрная ладья · b7 чёрный слон · d7 чёрный конь · f7 чёрная пешка · g7 чёрный слон · a6 чёрная пешка · c6 чёрная пешка · d6 белый слон · e6 чёрная пешка · h6 чёрная пешка · b5 чёрная пешка · g5 чёрная пешка · c4 чёрная пешка · d4 белая пешка · e4 белая пешка · c3 белый конь · a2 белая пешка · b2 белая пешка · e2 белый слон · f2 белая пешка · g2 белая пешка · h2 белая пешка · a1 белая ладья · d1 белый ферзь · f1 белая ладья · g1 белый король | a8 чёрная ладья · d8 чёрный ферзь · e8 чёрный король · h8 чёрная ладья · b7 чёрный слон · d7 чёрный конь · f7 чёрная пешка · g7 чёрный слон · a6 чёрная пешка · c6 чёрная пешка · d6 белый слон · e6 чёрная пешка · h6 чёрная пешка · b5 чёрная пешка · g5 чёрная пешка · c4 чёрная пешка · d4 белая пешка · e4 белая пешка · c3 белый конь · a2 белая пешка · b2 белая пешка · e2 белый слон · f2 белая пешка · g2 белая пешка · h2 белая пешка · a1 белая ладья · d1 белый ферзь · f1 белая ладья · g1 белый король | a8 чёрная ладья · d8 чёрный ферзь · e8 чёрный король · h8 чёрная ладья · b7 чёрный слон · d7 чёрный конь · f7 чёрная пешка · g7 чёрный слон · a6 чёрная пешка · c6 чёрная пешка · d6 белый слон · e6 чёрная пешка · h6 чёрная пешка · b5 чёрная пешка · g5 чёрная пешка · c4 чёрная пешка · d4 белая пешка · e4 белая пешка · c3 белый конь · a2 белая пешка · b2 белая пешка · e2 белый слон · f2 белая пешка · g2 белая пешка · h2 белая пешка · a1 белая ладья · d1 белый ферзь · f1 белая ладья · g1 белый король | a8 чёрная ладья · d8 чёрный ферзь · e8 чёрный король · h8 чёрная ладья · b7 чёрный слон · d7 чёрный конь · f7 чёрная пешка · g7 чёрный слон · a6 чёрная пешка · c6 чёрная пешка · d6 белый слон · e6 чёрная пешка · h6 чёрная пешка · b5 чёрная пешка · g5 чёрная пешка · c4 чёрная пешка · d4 белая пешка · e4 белая пешка · c3 белый конь · a2 белая пешка · b2 белая пешка · e2 белый слон · f2 белая пешка · g2 белая пешка · h2 белая пешка · a1 белая ладья · d1 белый ферзь · f1 белая ладья · g1 белый король | 4 |
| 3 | a8 чёрная ладья · d8 чёрный ферзь · e8 чёрный король · h8 чёрная ладья · b7 чёрный слон · d7 чёрный конь · f7 чёрная пешка · g7 чёрный слон · a6 чёрная пешка · c6 чёрная пешка · d6 белый слон · e6 чёрная пешка · h6 чёрная пешка · b5 чёрная пешка · g5 чёрная пешка · c4 чёрная пешка · d4 белая пешка · e4 белая пешка · c3 белый конь · a2 белая пешка · b2 белая пешка · e2 белый слон · f2 белая пешка · g2 белая пешка · h2 белая пешка · a1 белая ладья · d1 белый ферзь · f1 белая ладья · g1 белый король | a8 чёрная ладья · d8 чёрный ферзь · e8 чёрный король · h8 чёрная ладья · b7 чёрный слон · d7 чёрный конь · f7 чёрная пешка · g7 чёрный слон · a6 чёрная пешка · c6 чёрная пешка · d6 белый слон · e6 чёрная пешка · h6 чёрная пешка · b5 чёрная пешка · g5 чёрная пешка · c4 чёрная пешка · d4 белая пешка · e4 белая пешка · c3 белый конь · a2 белая пешка · b2 белая пешка · e2 белый слон · f2 белая пешка · g2 белая пешка · h2 белая пешка · a1 белая ладья · d1 белый ферзь · f1 белая ладья · g1 белый король | a8 чёрная ладья · d8 чёрный ферзь · e8 чёрный король · h8 чёрная ладья · b7 чёрный слон · d7 чёрный конь · f7 чёрная пешка · g7 чёрный слон · a6 чёрная пешка · c6 чёрная пешка · d6 белый слон · e6 чёрная пешка · h6 чёрная пешка · b5 чёрная пешка · g5 чёрная пешка · c4 чёрная пешка · d4 белая пешка · e4 белая пешка · c3 белый конь · a2 белая пешка · b2 белая пешка · e2 белый слон · f2 белая пешка · g2 белая пешка · h2 белая пешка · a1 белая ладья · d1 белый ферзь · f1 белая ладья · g1 белый король | a8 чёрная ладья · d8 чёрный ферзь · e8 чёрный король · h8 чёрная ладья · b7 чёрный слон · d7 чёрный конь · f7 чёрная пешка · g7 чёрный слон · a6 чёрная пешка · c6 чёрная пешка · d6 белый слон · e6 чёрная пешка · h6 чёрная пешка · b5 чёрная пешка · g5 чёрная пешка · c4 чёрная пешка · d4 белая пешка · e4 белая пешка · c3 белый конь · a2 белая пешка · b2 белая пешка · e2 белый слон · f2 белая пешка · g2 белая пешка · h2 белая пешка · a1 белая ладья · d1 белый ферзь · f1 белая ладья · g1 белый король | a8 чёрная ладья · d8 чёрный ферзь · e8 чёрный король · h8 чёрная ладья · b7 чёрный слон · d7 чёрный конь · f7 чёрная пешка · g7 чёрный слон · a6 чёрная пешка · c6 чёрная пешка · d6 белый слон · e6 чёрная пешка · h6 чёрная пешка · b5 чёрная пешка · g5 чёрная пешка · c4 чёрная пешка · d4 белая пешка · e4 белая пешка · c3 белый конь · a2 белая пешка · b2 белая пешка · e2 белый слон · f2 белая пешка · g2 белая пешка · h2 белая пешка · a1 белая ладья · d1 белый ферзь · f1 белая ладья · g1 белый король | a8 чёрная ладья · d8 чёрный ферзь · e8 чёрный король · h8 чёрная ладья · b7 чёрный слон · d7 чёрный конь · f7 чёрная пешка · g7 чёрный слон · a6 чёрная пешка · c6 чёрная пешка · d6 белый слон · e6 чёрная пешка · h6 чёрная пешка · b5 чёрная пешка · g5 чёрная пешка · c4 чёрная пешка · d4 белая пешка · e4 белая пешка · c3 белый конь · a2 белая пешка · b2 белая пешка · e2 белый слон · f2 белая пешка · g2 белая пешка · h2 белая пешка · a1 белая ладья · d1 белый ферзь · f1 белая ладья · g1 белый король | a8 чёрная ладья · d8 чёрный ферзь · e8 чёрный король · h8 чёрная ладья · b7 чёрный слон · d7 чёрный конь · f7 чёрная пешка · g7 чёрный слон · a6 чёрная пешка · c6 чёрная пешка · d6 белый слон · e6 чёрная пешка · h6 чёрная пешка · b5 чёрная пешка · g5 чёрная пешка · c4 чёрная пешка · d4 белая пешка · e4 белая пешка · c3 белый конь · a2 белая пешка · b2 белая пешка · e2 белый слон · f2 белая пешка · g2 белая пешка · h2 белая пешка · a1 белая ладья · d1 белый ферзь · f1 белая ладья · g1 белый король | a8 чёрная ладья · d8 чёрный ферзь · e8 чёрный король · h8 чёрная ладья · b7 чёрный слон · d7 чёрный конь · f7 чёрная пешка · g7 чёрный слон · a6 чёрная пешка · c6 чёрная пешка · d6 белый слон · e6 чёрная пешка · h6 чёрная пешка · b5 чёрная пешка · g5 чёрная пешка · c4 чёрная пешка · d4 белая пешка · e4 белая пешка · c3 белый конь · a2 белая пешка · b2 белая пешка · e2 белый слон · f2 белая пешка · g2 белая пешка · h2 белая пешка · a1 белая ладья · d1 белый ферзь · f1 белая ладья · g1 белый король | 3 |
| 2 | a8 чёрная ладья · d8 чёрный ферзь · e8 чёрный король · h8 чёрная ладья · b7 чёрный слон · d7 чёрный конь · f7 чёрная пешка · g7 чёрный слон · a6 чёрная пешка · c6 чёрная пешка · d6 белый слон · e6 чёрная пешка · h6 чёрная пешка · b5 чёрная пешка · g5 чёрная пешка · c4 чёрная пешка · d4 белая пешка · e4 белая пешка · c3 белый конь · a2 белая пешка · b2 белая пешка · e2 белый слон · f2 белая пешка · g2 белая пешка · h2 белая пешка · a1 белая ладья · d1 белый ферзь · f1 белая ладья · g1 белый король | a8 чёрная ладья · d8 чёрный ферзь · e8 чёрный король · h8 чёрная ладья · b7 чёрный слон · d7 чёрный конь · f7 чёрная пешка · g7 чёрный слон · a6 чёрная пешка · c6 чёрная пешка · d6 белый слон · e6 чёрная пешка · h6 чёрная пешка · b5 чёрная пешка · g5 чёрная пешка · c4 чёрная пешка · d4 белая пешка · e4 белая пешка · c3 белый конь · a2 белая пешка · b2 белая пешка · e2 белый слон · f2 белая пешка · g2 белая пешка · h2 белая пешка · a1 белая ладья · d1 белый ферзь · f1 белая ладья · g1 белый король | a8 чёрная ладья · d8 чёрный ферзь · e8 чёрный король · h8 чёрная ладья · b7 чёрный слон · d7 чёрный конь · f7 чёрная пешка · g7 чёрный слон · a6 чёрная пешка · c6 чёрная пешка · d6 белый слон · e6 чёрная пешка · h6 чёрная пешка · b5 чёрная пешка · g5 чёрная пешка · c4 чёрная пешка · d4 белая пешка · e4 белая пешка · c3 белый конь · a2 белая пешка · b2 белая пешка · e2 белый слон · f2 белая пешка · g2 белая пешка · h2 белая пешка · a1 белая ладья · d1 белый ферзь · f1 белая ладья · g1 белый король | a8 чёрная ладья · d8 чёрный ферзь · e8 чёрный король · h8 чёрная ладья · b7 чёрный слон · d7 чёрный конь · f7 чёрная пешка · g7 чёрный слон · a6 чёрная пешка · c6 чёрная пешка · d6 белый слон · e6 чёрная пешка · h6 чёрная пешка · b5 чёрная пешка · g5 чёрная пешка · c4 чёрная пешка · d4 белая пешка · e4 белая пешка · c3 белый конь · a2 белая пешка · b2 белая пешка · e2 белый слон · f2 белая пешка · g2 белая пешка · h2 белая пешка · a1 белая ладья · d1 белый ферзь · f1 белая ладья · g1 белый король | a8 чёрная ладья · d8 чёрный ферзь · e8 чёрный король · h8 чёрная ладья · b7 чёрный слон · d7 чёрный конь · f7 чёрная пешка · g7 чёрный слон · a6 чёрная пешка · c6 чёрная пешка · d6 белый слон · e6 чёрная пешка · h6 чёрная пешка · b5 чёрная пешка · g5 чёрная пешка · c4 чёрная пешка · d4 белая пешка · e4 белая пешка · c3 белый конь · a2 белая пешка · b2 белая пешка · e2 белый слон · f2 белая пешка · g2 белая пешка · h2 белая пешка · a1 белая ладья · d1 белый ферзь · f1 белая ладья · g1 белый король | a8 чёрная ладья · d8 чёрный ферзь · e8 чёрный король · h8 чёрная ладья · b7 чёрный слон · d7 чёрный конь · f7 чёрная пешка · g7 чёрный слон · a6 чёрная пешка · c6 чёрная пешка · d6 белый слон · e6 чёрная пешка · h6 чёрная пешка · b5 чёрная пешка · g5 чёрная пешка · c4 чёрная пешка · d4 белая пешка · e4 белая пешка · c3 белый конь · a2 белая пешка · b2 белая пешка · e2 белый слон · f2 белая пешка · g2 белая пешка · h2 белая пешка · a1 белая ладья · d1 белый ферзь · f1 белая ладья · g1 белый король | a8 чёрная ладья · d8 чёрный ферзь · e8 чёрный король · h8 чёрная ладья · b7 чёрный слон · d7 чёрный конь · f7 чёрная пешка · g7 чёрный слон · a6 чёрная пешка · c6 чёрная пешка · d6 белый слон · e6 чёрная пешка · h6 чёрная пешка · b5 чёрная пешка · g5 чёрная пешка · c4 чёрная пешка · d4 белая пешка · e4 белая пешка · c3 белый конь · a2 белая пешка · b2 белая пешка · e2 белый слон · f2 белая пешка · g2 белая пешка · h2 белая пешка · a1 белая ладья · d1 белый ферзь · f1 белая ладья · g1 белый король | a8 чёрная ладья · d8 чёрный ферзь · e8 чёрный король · h8 чёрная ладья · b7 чёрный слон · d7 чёрный конь · f7 чёрная пешка · g7 чёрный слон · a6 чёрная пешка · c6 чёрная пешка · d6 белый слон · e6 чёрная пешка · h6 чёрная пешка · b5 чёрная пешка · g5 чёрная пешка · c4 чёрная пешка · d4 белая пешка · e4 белая пешка · c3 белый конь · a2 белая пешка · b2 белая пешка · e2 белый слон · f2 белая пешка · g2 белая пешка · h2 белая пешка · a1 белая ладья · d1 белый ферзь · f1 белая ладья · g1 белый король | 2 |
| 1 | a8 чёрная ладья · d8 чёрный ферзь · e8 чёрный король · h8 чёрная ладья · b7 чёрный слон · d7 чёрный конь · f7 чёрная пешка · g7 чёрный слон · a6 чёрная пешка · c6 чёрная пешка · d6 белый слон · e6 чёрная пешка · h6 чёрная пешка · b5 чёрная пешка · g5 чёрная пешка · c4 чёрная пешка · d4 белая пешка · e4 белая пешка · c3 белый конь · a2 белая пешка · b2 белая пешка · e2 белый слон · f2 белая пешка · g2 белая пешка · h2 белая пешка · a1 белая ладья · d1 белый ферзь · f1 белая ладья · g1 белый король | a8 чёрная ладья · d8 чёрный ферзь · e8 чёрный король · h8 чёрная ладья · b7 чёрный слон · d7 чёрный конь · f7 чёрная пешка · g7 чёрный слон · a6 чёрная пешка · c6 чёрная пешка · d6 белый слон · e6 чёрная пешка · h6 чёрная пешка · b5 чёрная пешка · g5 чёрная пешка · c4 чёрная пешка · d4 белая пешка · e4 белая пешка · c3 белый конь · a2 белая пешка · b2 белая пешка · e2 белый слон · f2 белая пешка · g2 белая пешка · h2 белая пешка · a1 белая ладья · d1 белый ферзь · f1 белая ладья · g1 белый король | a8 чёрная ладья · d8 чёрный ферзь · e8 чёрный король · h8 чёрная ладья · b7 чёрный слон · d7 чёрный конь · f7 чёрная пешка · g7 чёрный слон · a6 чёрная пешка · c6 чёрная пешка · d6 белый слон · e6 чёрная пешка · h6 чёрная пешка · b5 чёрная пешка · g5 чёрная пешка · c4 чёрная пешка · d4 белая пешка · e4 белая пешка · c3 белый конь · a2 белая пешка · b2 белая пешка · e2 белый слон · f2 белая пешка · g2 белая пешка · h2 белая пешка · a1 белая ладья · d1 белый ферзь · f1 белая ладья · g1 белый король | a8 чёрная ладья · d8 чёрный ферзь · e8 чёрный король · h8 чёрная ладья · b7 чёрный слон · d7 чёрный конь · f7 чёрная пешка · g7 чёрный слон · a6 чёрная пешка · c6 чёрная пешка · d6 белый слон · e6 чёрная пешка · h6 чёрная пешка · b5 чёрная пешка · g5 чёрная пешка · c4 чёрная пешка · d4 белая пешка · e4 белая пешка · c3 белый конь · a2 белая пешка · b2 белая пешка · e2 белый слон · f2 белая пешка · g2 белая пешка · h2 белая пешка · a1 белая ладья · d1 белый ферзь · f1 белая ладья · g1 белый король | a8 чёрная ладья · d8 чёрный ферзь · e8 чёрный король · h8 чёрная ладья · b7 чёрный слон · d7 чёрный конь · f7 чёрная пешка · g7 чёрный слон · a6 чёрная пешка · c6 чёрная пешка · d6 белый слон · e6 чёрная пешка · h6 чёрная пешка · b5 чёрная пешка · g5 чёрная пешка · c4 чёрная пешка · d4 белая пешка · e4 белая пешка · c3 белый конь · a2 белая пешка · b2 белая пешка · e2 белый слон · f2 белая пешка · g2 белая пешка · h2 белая пешка · a1 белая ладья · d1 белый ферзь · f1 белая ладья · g1 белый король | a8 чёрная ладья · d8 чёрный ферзь · e8 чёрный король · h8 чёрная ладья · b7 чёрный слон · d7 чёрный конь · f7 чёрная пешка · g7 чёрный слон · a6 чёрная пешка · c6 чёрная пешка · d6 белый слон · e6 чёрная пешка · h6 чёрная пешка · b5 чёрная пешка · g5 чёрная пешка · c4 чёрная пешка · d4 белая пешка · e4 белая пешка · c3 белый конь · a2 белая пешка · b2 белая пешка · e2 белый слон · f2 белая пешка · g2 белая пешка · h2 белая пешка · a1 белая ладья · d1 белый ферзь · f1 белая ладья · g1 белый король | a8 чёрная ладья · d8 чёрный ферзь · e8 чёрный король · h8 чёрная ладья · b7 чёрный слон · d7 чёрный конь · f7 чёрная пешка · g7 чёрный слон · a6 чёрная пешка · c6 чёрная пешка · d6 белый слон · e6 чёрная пешка · h6 чёрная пешка · b5 чёрная пешка · g5 чёрная пешка · c4 чёрная пешка · d4 белая пешка · e4 белая пешка · c3 белый конь · a2 белая пешка · b2 белая пешка · e2 белый слон · f2 белая пешка · g2 белая пешка · h2 белая пешка · a1 белая ладья · d1 белый ферзь · f1 белая ладья · g1 белый король | a8 чёрная ладья · d8 чёрный ферзь · e8 чёрный король · h8 чёрная ладья · b7 чёрный слон · d7 чёрный конь · f7 чёрная пешка · g7 чёрный слон · a6 чёрная пешка · c6 чёрная пешка · d6 белый слон · e6 чёрная пешка · h6 чёрная пешка · b5 чёрная пешка · g5 чёрная пешка · c4 чёрная пешка · d4 белая пешка · e4 белая пешка · c3 белый конь · a2 белая пешка · b2 белая пешка · e2 белый слон · f2 белая пешка · g2 белая пешка · h2 белая пешка · a1 белая ладья · d1 белый ферзь · f1 белая ладья · g1 белый король | 1 |
|   | a | b | c | d | e | f | g | h |   |

1.d4 d5 2.c4 c6 3.Кf3 Кf6 4.Кc3 e6 5.Сg5 h6 6.Сh4 dc 7.e4 g5 8.Сg3 b5 9.Сe2 Сb7 10.0-0 Кbd7 11.Кe5 Сg7 12.К:d7 К:d7 13.Сd6 a6
Та́бия (араб. تَعْبِئَةٌ‎ — «наполнение, заполнение; насыпание; упаковка; мобилизация») — расстановка фигур и пешек в шатрандже, с которой фактически начиналась игра. Поскольку соприкосновение сил сторон в шатрандже наступало не сразу, соперники получали возможность расположить фигуры и пешки на своей половине доски желаемым образом, то есть построить табию. Порядок ходов при построении табии особого значения, как правило, не имел; на нужную расстановку приходилось от 12 до 20 ходов.
Старинные восточные рукописи содержат целый ряд табий шатранджа: например, 14 из них приведены аль-Адли, 10 — ас-Сули, часть из которых совпадает с табиями аль-Адли. Наиболее полно дебютная теория шатранджа представлена аль-Ладжладжем, который провёл сравнительный анализ табий, выявив лучшие из них — «саял» (поток) и «муджаннах» (фланговый дебют).
Табией, по аналогии с шатранджем, в современных шахматах и шашках называют типичную позицию того или иного дебюта, где, как правило, закончена мобилизация сил и начинается миттельшпиль. Табии обычно изучают с целью выявления лучших планов игры.